# Hassi Messaoud (distrito)
Hassi Messaoud é um distrito localizado na província de Ouargla, Argélia, e cuja capital é a cidade de mesmo nome.

## Comunas
O distrito consiste de apenas uma única comuna:
- Hassi Messaoud